# ویکی‌پدیای ولزی
ویکی‌پدیای ولزی یک نسخه از ویکی‌پدیا به زبان ولزی است که در ژوئیهٔ ۲۰۰۳ شروع به کار کرد و تا تاریخ ۲۶ اوت ۲۰۱۰، با بیش از ۲۸٬۰۰۰ مقاله، در رتبهٔ ۶۴ قرار داشت.
این دانشنامه تا ۱۵ سپتامبر ۲۰۱۱، با بیش از ۳۳٬۸۵۰ مقاله، در رتبهٔ شصت‌وششم ویکی‌پدیاها قرار داشت.